# Yoshito Matsushige

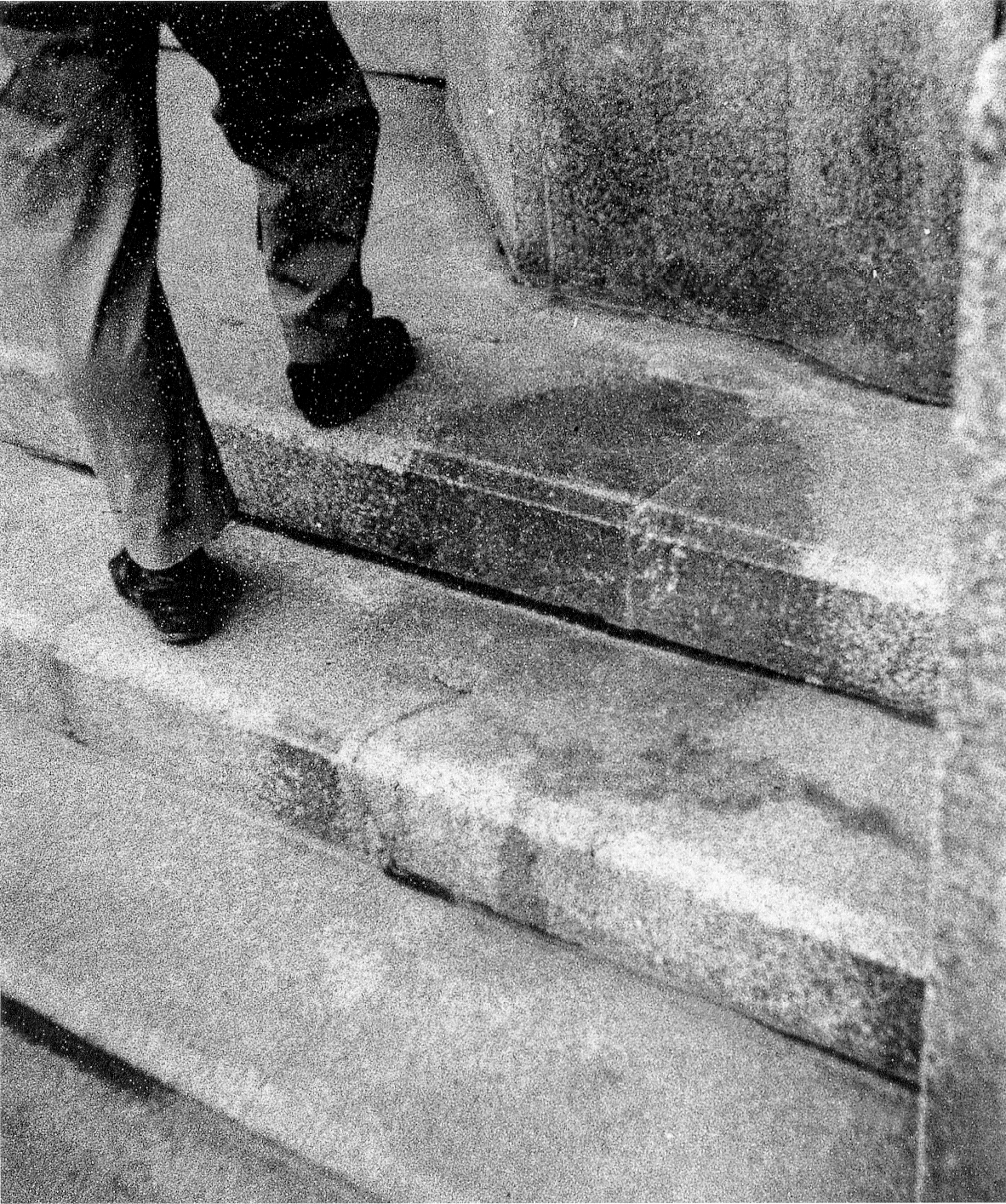
Sombra humana grabada en piedra (fotografiada por Yoshito Matsushige alrededor de diciembre de 1946)

Yoshito Matsushige (松重 美人, Matsushige Yoshito; 2 de enero de 1913 – 16 de enero de 2005) fue un fotoperiodista japonés que sobrevivió al bombardeo atómico de Hiroshima el 6 de agosto de 1945. Ese día, Matsushige tomó las únicas fotografías conocidas captadas dentro de la ciudad de Hiroshima inmediatamente después del estallido de la bomba.
Matsushige nació en la ciudad de Kure, prefectura de Hiroshima, Japón, en 1913. Después de completar su educación, comenzó a trabajar para un periódico local y, en 1943, ingresó a la sec ción de fotografía del diario Chugoku Shimbun.

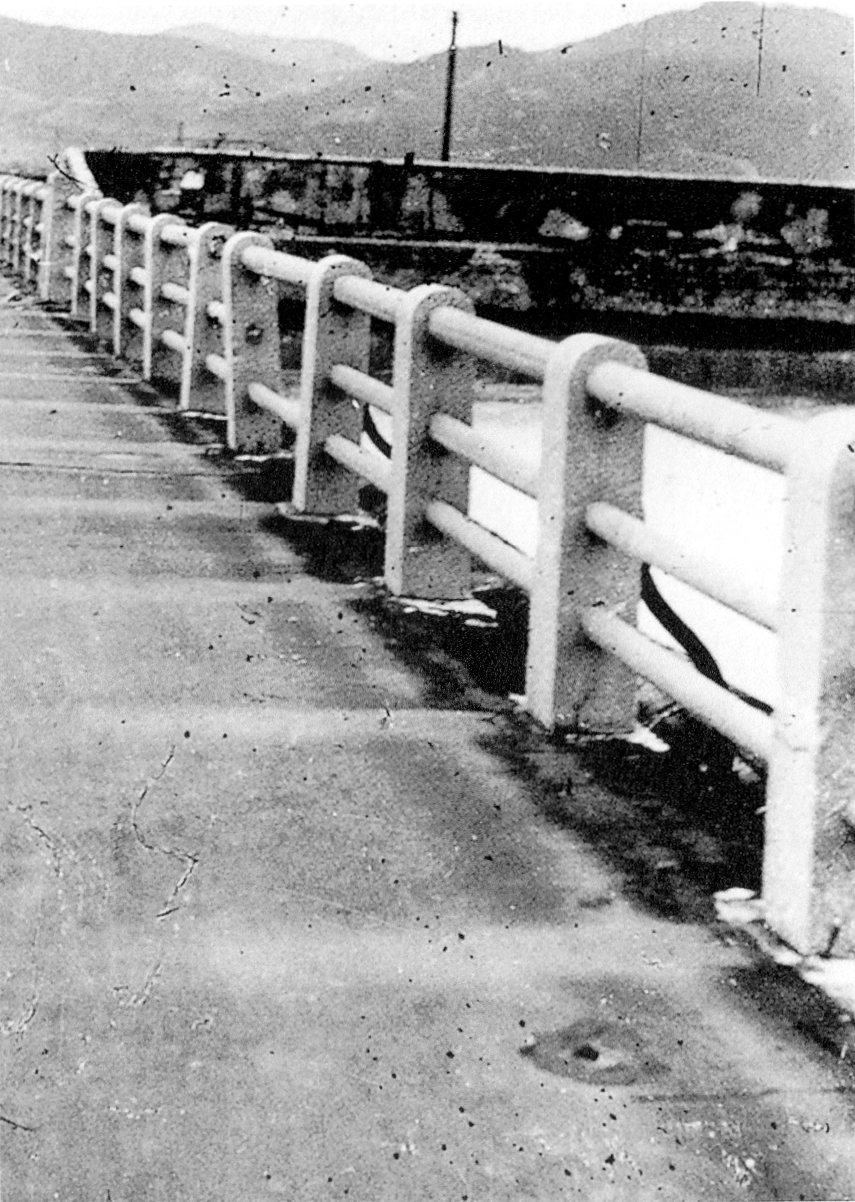
Sombras causadas por los rayos térmicos del bombardeo atómico en (fotografiado por Yoshito Matsushige alrededor de octubre de 1945)

El 6 de agosto de 1945, Matsushige se encontraba en su hogar, a 2,7 kilómetros al sur del hipocentro de la explosión. Aunque no resultó gravemente herido, al intentar llegar al centro de la ciudad se vio obligado a detenerse en el puente Miyuki debido a los incendios y a la devastación humana. El horror de la escena le impidió usar su cámara durante veinte minutos. Finalmente, logró tomar dos fotografías alrededor de las 11:00. Más tarde, pese a las náuseas provocadas por la escena, tomó tres imágenes adicionales.
Las primeras dos fotografías muestran a personas con heridas leves en el puente Miyuki; una de ellas es un primer plano de víctimas con aceite aplicado a sus quemaduras. La tercera imagen retrata a un policía herido entregando certificados a civiles. Las dos últimas fueron tomadas cerca de su casa: una del daño al negocio familiar —una barbería— y otra desde su ventana.
Debido a la escasez de recursos, Matsushige no pudo revelar las fotografías sino hasta veinte días después, y debió hacerlo de noche, al aire libre y utilizando un arroyo para enjuagar los negativos. Con el tiempo, las imágenes se deterioraron considerablemente, requiriendo trabajos de restauración intensivos en las décadas siguientes.

## Fotos seleccionadas

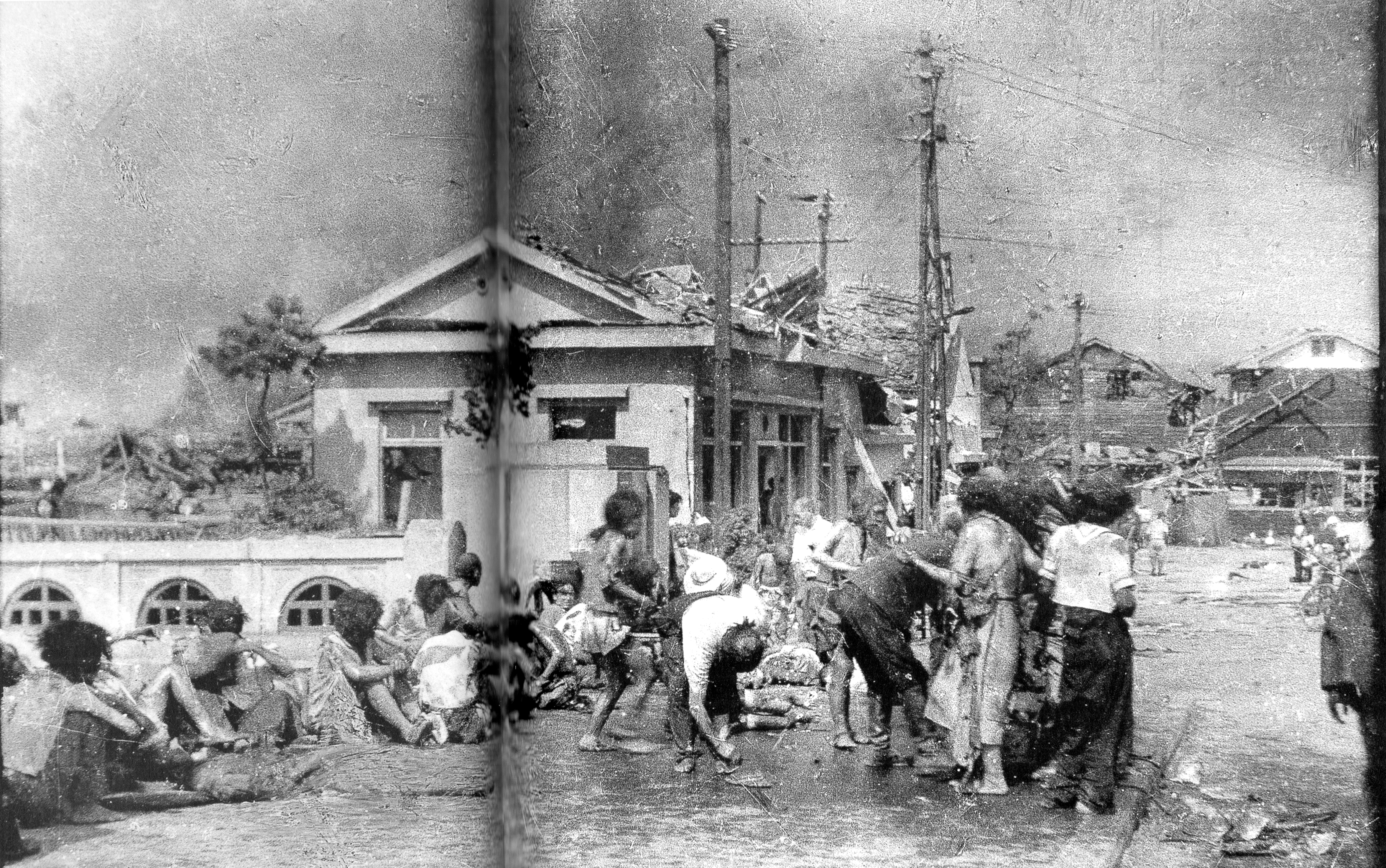
Una escena en Hiroshima alrededor de las 11:00 del 6 de agosto de 1945
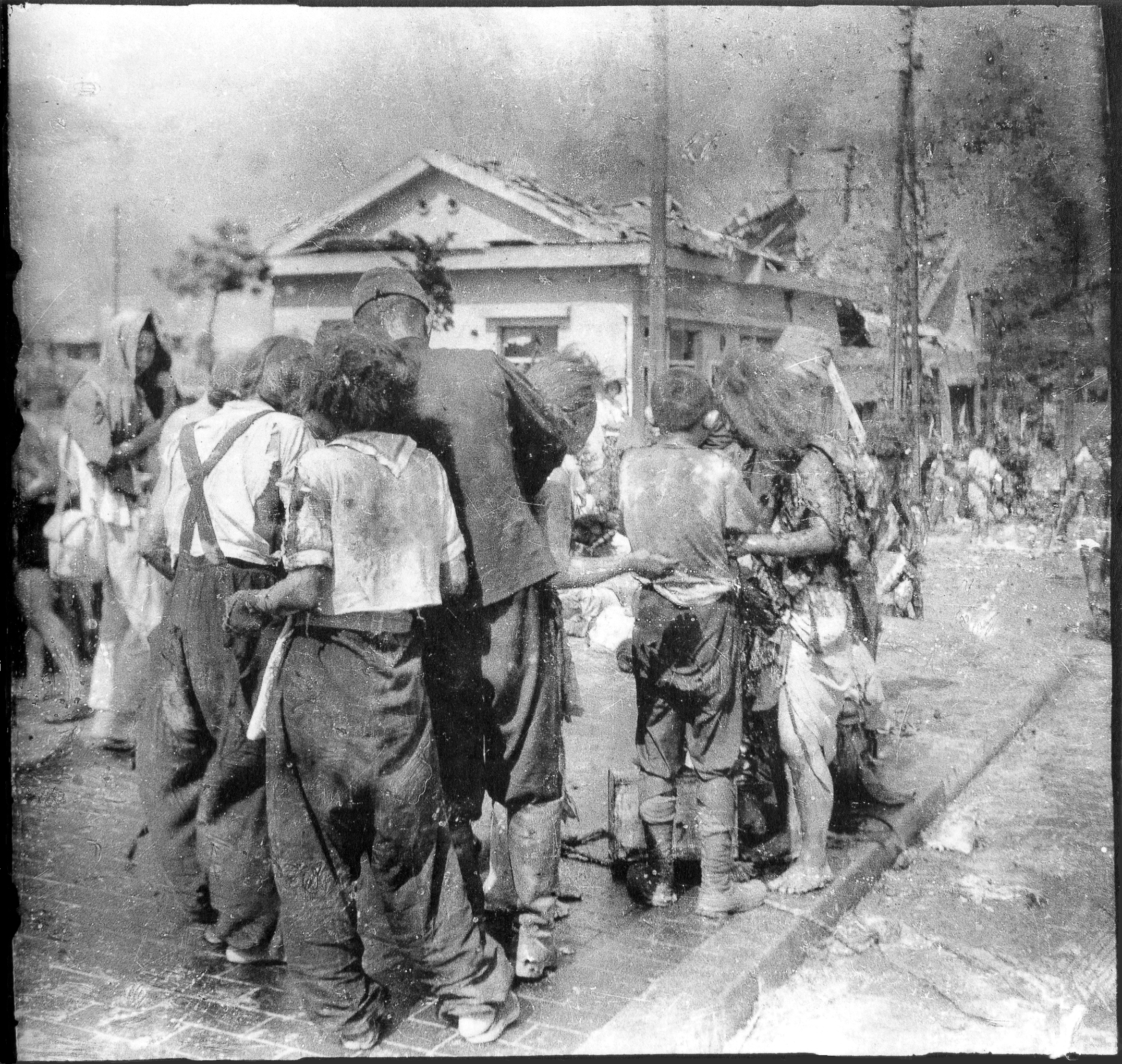
Una escena en Hiroshima después de las 11:00 del 6 de agosto de 1945
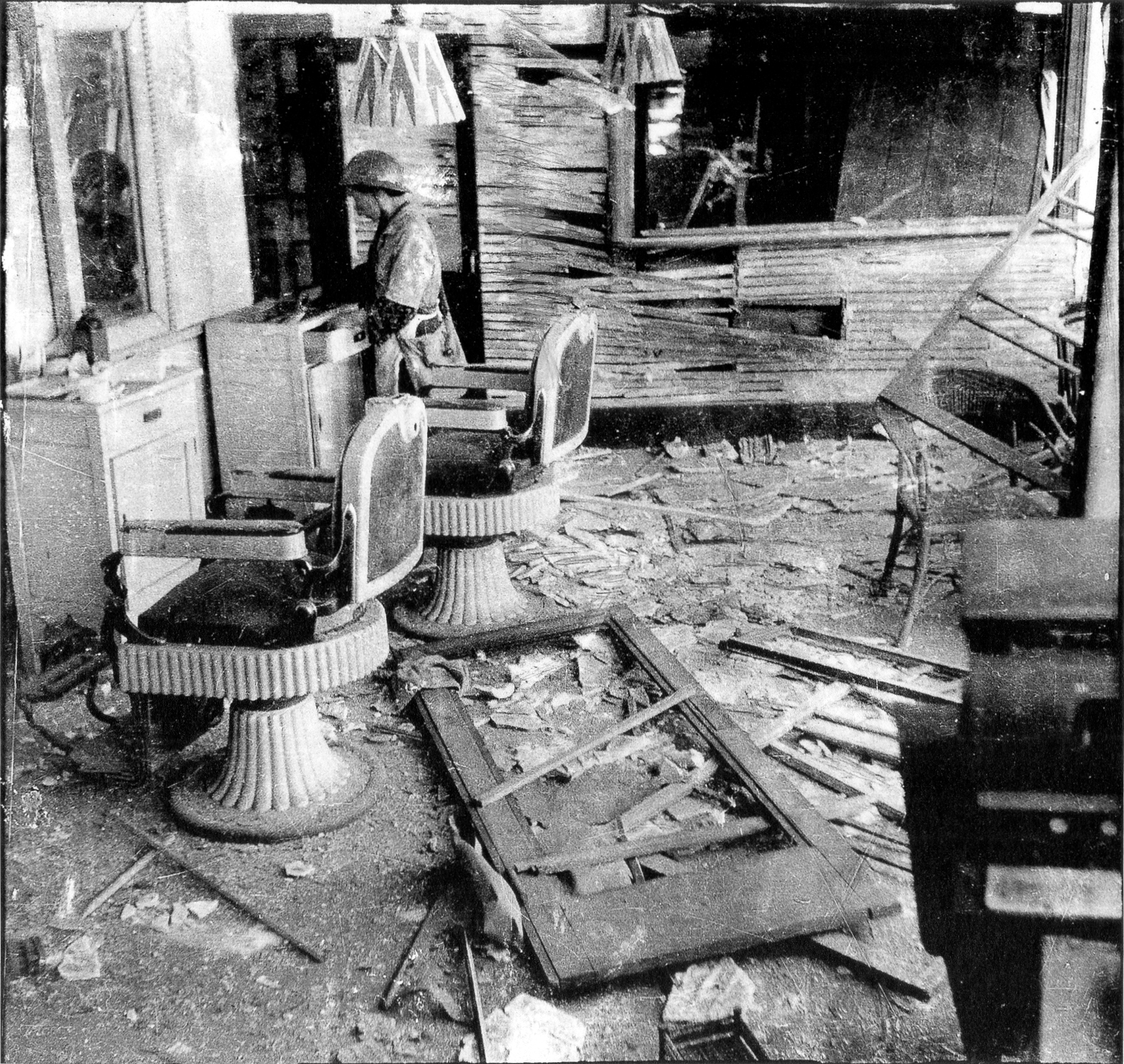
La barbería familiar de Matsushige después del bombardeo atómico (alrededor de las 14:00 del 6 de agosto de 1945)
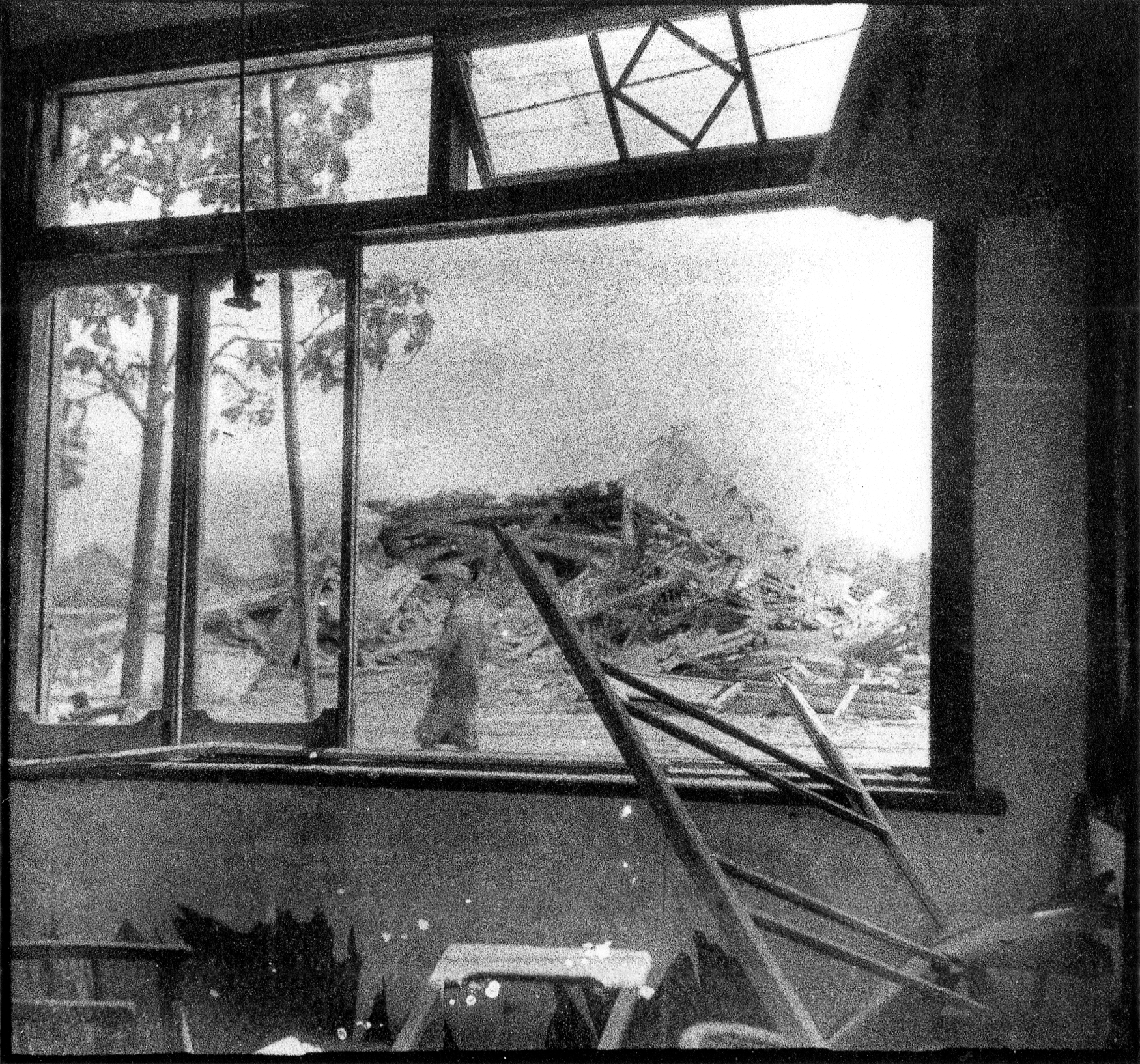
Vista desde la casa de Matsushige (alrededor de las 14:00 del 6 de agosto de 1945)
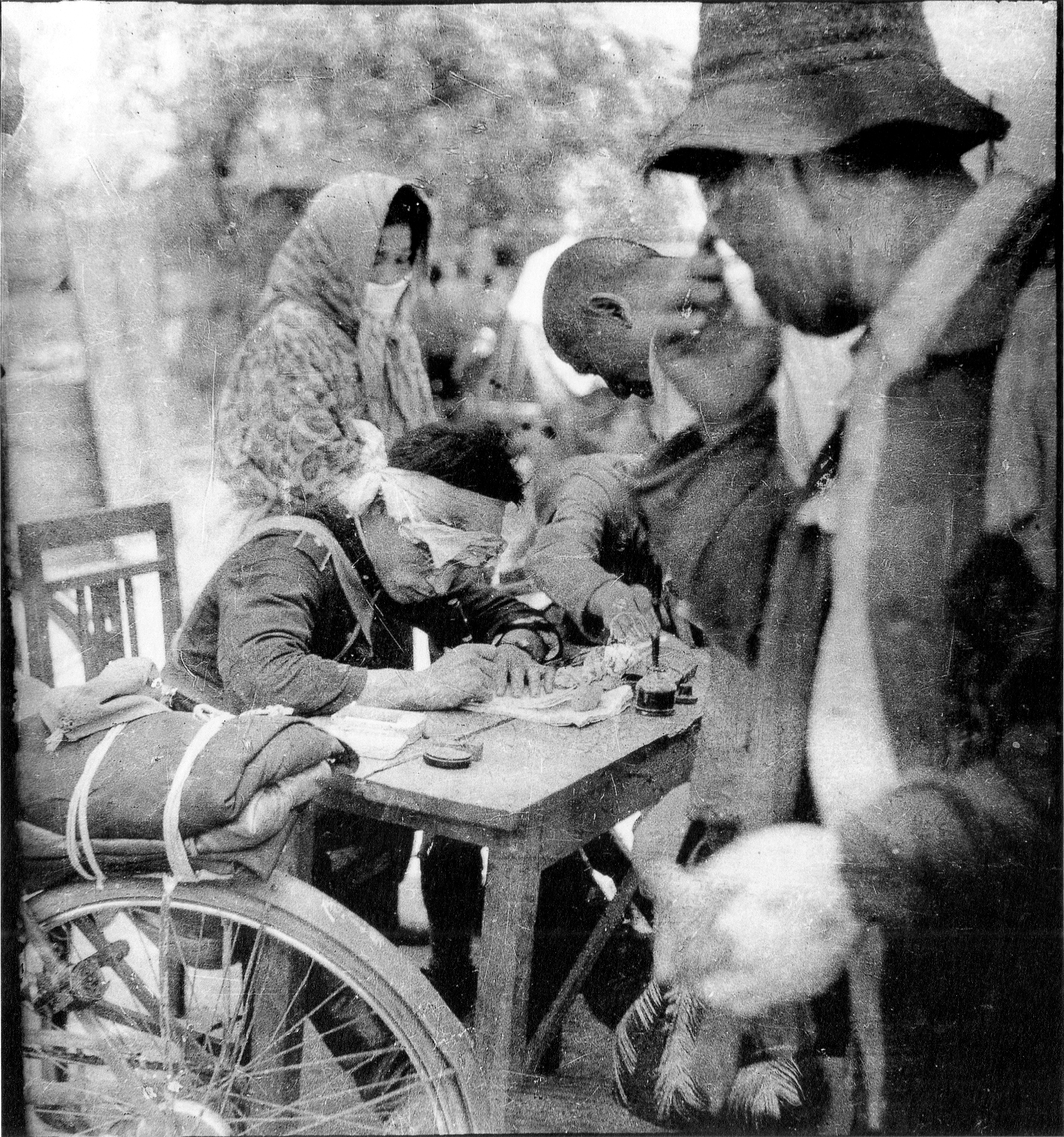
Una escena en Hiroshima alrededor de las 17:00 horas del 6 de agosto de 1945
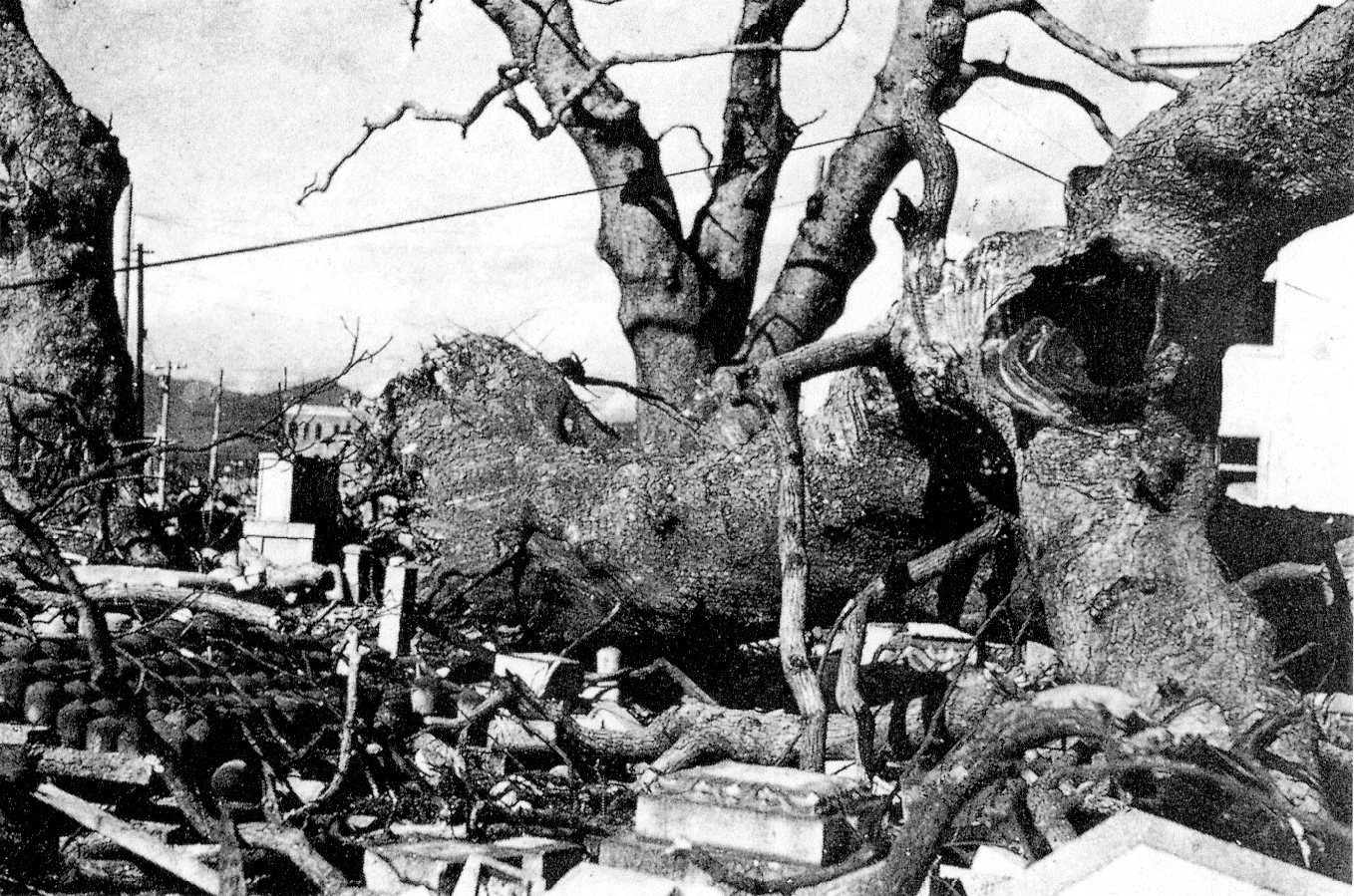
Un árbol de alcanfor caído por la explosión de una bomba atómica
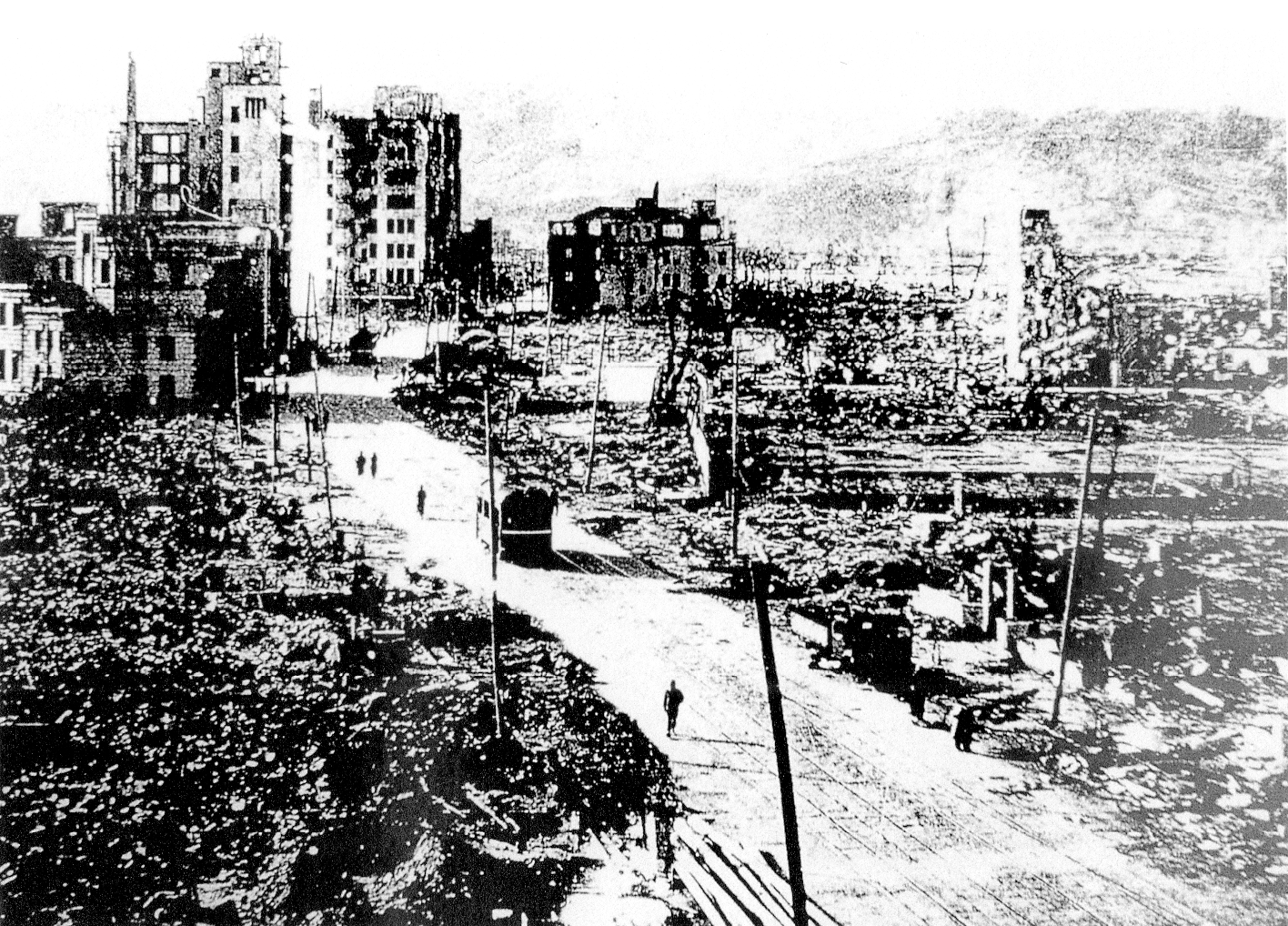
Vista de Hiroshima en octubre de 1945